# Oblast de Nijni Novgorod
O oblast de Nijni Novgorod (russo:  Нижегоро́дская о́бласть, tr. Nijegoródskaia óblast) é uma divisão federal da Federação da Rússia. Seu centro administrativo é a cidade de Nijni Novgorod.
De acordo com o censo populacional de 2010, tinha uma população de 3 310 597 habitantes. De 1932 a 1990, era conhecido como o oblast de Gorki.
O oblast é atravessado pelo rio Volga. Excluindo a área metropolitana de Nijni Novgorod (incluindo Dzerjinsk, Bor e Kstovo) a maior cidade é Arzamas. Perto de Sarov encontra-se o mosteiro de Serafimo-Diveevski, um dos maiores conventos da Rússia, estabelecido por São Serafim de Sarov. O mosteiro de Makariev, em frente a Lyskovo, foi a localização da maior feira da Europa de Leste. Outras localidades históricas são Gorodets e Balakhna, situadas nas margens do Volga, a norte de Nijni Novgorod.